# Caspar C 32
Il Caspar C 32 era un monomotore biplano ad uso agricolo realizzato dall'azienda tedesca Caspar-Werke negli anni venti.
Benché rimasto allo stadio di prototipo, detiene il primato di essere il primo velivolo appositamente progettato per soddisfare le esigenze della gestione dei terreni agricoli di grandi dimensioni, specificatamente nell'irrorazione di sostanze chimiche.

## Storia del progetto
Nei primi anni venti vi fu un attacco particolarmente distruttivo da parte di insetti che minacciava il patrimonio boschivo della Prussia. Per poter affiancare i classici metodi di disinfestazione Caspar ipotizzò la possibilità del mezzo aereo per poter integrare dall'alto e per tratti estesi le operazioni a terra. Venne quindi progettato un nuovo velivolo, che assunse la designazione C 32, equipaggiato di serbatoi, dalla capacità totale di 350 kg di prodotti chimici, abbinato ad un apposito irroratore. La prima dimostrazione ufficiale, svoltasi il 4 marzo 1927, si rivelò un successo dimostrando la fattibilità del progetto. Tuttavia la difficile situazione economica in cui versava l'allora Repubblica di Weimar rendeva difficile la coesistenza di più aziende aeronautiche in territorio tedesco e la concorrenza di aziende come la Junkers GmbH, che riusciva ad ottenere consistenti commissioni, costrinsero in breve tempo l'azienda alla chiusura impedendo la commercializzazione in serie del modello.

## Tecnica

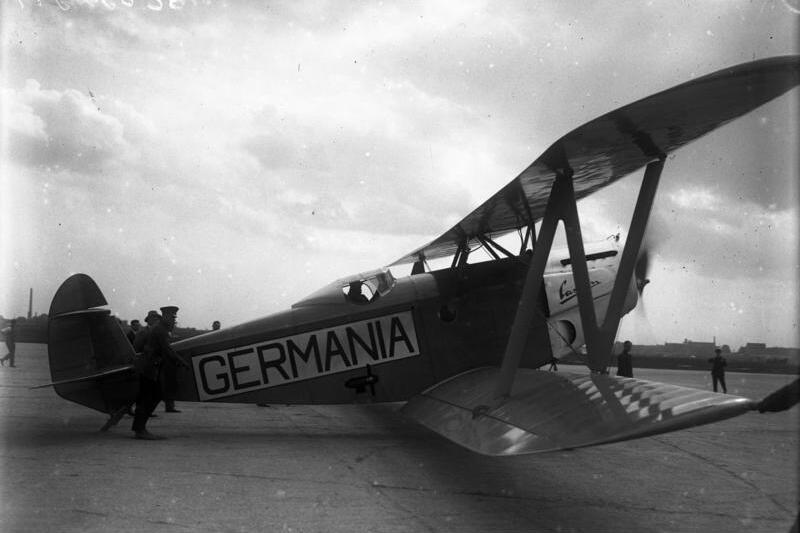
Vista laterale destra del C 32 "Germania".

Il C 32 era un velivolo, per l'epoca, di impostazione classica; monomotore, biplano a carrello fisso.
Il modello originale era caratterizzato da una fusoliera dotata di due abitacoli aperti in tandem, l'anteriore per il pilota ed il posteriore per l'osservatore e tecnico addetto all'irrorazione. Il C 32 "Germania" venne modificato per ospitare un terzo posto. Posteriormente terminava in un inusuale impennaggio che abbinava all'elemento verticale una coppia di piani orizzontali, uno basso ed un secondo, più piccolo, montato nella parte superiore della deriva sopra lo stabilizzatore orizzontale principale, rendendo la coda dotata di configurazione sesquiplana invertita.
La configurazione alare era biplana, con l'ala inferiore, montata bassa sulla fusoliera, traslata verso coda e collegata alla superiore, montata alta a parasole, tramite una coppia di montanti ad N integrati da tiranti in filo d'acciaio, quest'ultima collegata alla parte superiore della fusoliera tramite un castello tubolare.
Il carrello d'atterraggio era un semplice biciclo fisso, dotato di ruote di grande diametro, integrato posteriormente da un pattino d'appoggio posizionato sotto la coda.
La propulsione venne affidata inizialmente ad un motore BMW IV, un 6 cilindri in linea raffreddato ad acqua in grado di erogare una potenza pari a 250 PS (184 kW), collocato sull'estremità anteriore della fusoliera coperto da un cofano metallico ed abbinato ad un'elica bipala in legno a passo fisso. In seguito venne provato un BMW Va, un 12 cilindri a V, mentre nel "Germania" venne sostituito dallo Junkers L5, sviluppo del BMW IV che conservava la stessa architettura a 6 cilindri, in grado di erogare 310 PS (228 kW).

## Impiego operativo
Il primo esemplare costruito venne utilizzato dalla Biologische Reichsanstalt für Land- und Forstwirtschaft di Berlino fino al primi anni trenta, prima di essere acquisita dal Deutsche Verkehrsfliegerschule (DVS) nel 1933, successivamente integrati da altri due esemplari acquistati dalla Caspar-Werke.
Il quarto ed ultimo C 32 venne acquistato dalla Graf Solms-Laubach, la quale lo battezzò Germania. Il pilota Otto Könnecke decise di utilizzare il modello per tentare una traversata transatlantica, introducendo una serie di modifiche, tra l'altro per aumentarne l'affidabilità e l'autonomia. La fusoliera, che originariamente era biposto, venne adattata per accogliere un terzo posto a sedere e, pur essendo aumentato il peso massimo al decollo fino a 3 800 kg, grazie anche al più potente motore Junkers L5, riuscì ad incrementare le prestazioni raggiungendo la velocità massima di 170 km/h ed ottenendo un'autonomia di 7 500 km equivalenti a circa 50 h senza dover rifornire.
L'impresa era stata pianificata con partenza nel 1927 ma le avverse condizioni del tempo lo costrinsero più volte a rimandare il tentativo. Alla fine decise di modificare la rotta verso est, raggiungendo gli Stati Uniti d'America transitando per l'India e il Giappone. Könnecke decollò dall'aeroporto di Colonia-Butzweilerhof il 27 settembre, ma a causa di diversi inconvenienti di vario tipo oltre che tecnici, nei primi mesi del 1928 fu costretto a desistere, ripercorrendo la rotta in senso inverso dopo aver raggiunto solo Calcutta, in India.